# Holcocera elyella
Holcocera elyella é uma espécie de mariposa do gênero Holcocera pertencente à família Coleophoridae.